# Audi A4 B6
| Sterne im Euro-NCAP-Crashtest |

Auf Basis der zweiten Baureihe B6 (Typ 8E) des Audi A4 wurde, außer der Limousine und dem Kombi, erstmals nach dem von 1991 bis 2000 gebauten Audi Cabriolet wieder ein Cabriolet für die Mittelklasse angeboten (Typ 8H). Er löste im November 2000 den A4 B5 ab. Im November 2004 ersetzte ihn in Deutschland der A4 B7.

## Modellgeschichte

### Allgemeines
Die zweite Generation des A4 grenzt sich gegenüber dem Vorgänger B5 durch die hochgezogene seitliche Gürtellinie und einen rundlicheren Heckabschluss ab. Die Karosserie ähnelt dadurch dem größeren Audi A6. Der B6 ist um 69 mm länger, 33 mm breiter und 13 mm höher als sein Vorgänger.
Die weiterentwickelte Vierlenker-Vorderachse besteht größtenteils aus Aluminium. Dadurch ist sie 8,5 kg leichter als die der ersten A4-Generation.
Während der Vorgänger mit einer Verbundlenker- (Frontantrieb) oder Doppelquerlenker-Hinterachse (Quattro-Antrieb) versehen war, verfügt der B6 in beiden Antriebsvarianten eine neue Doppelquerlenker-Hinterachse mit Einzelradaufhängung, getrennten Federn und Dämpfern und besserer Spurstabilität.
Mit dem B6 wurde im A4 erstmals die stufenlose Automatik Multitronic für Fahrzeuge mit Frontantrieb angeboten. Modelle mit Allradantrieb konnten dagegen nur mit einer Fünfstufen-Wandlerautomatik „Tiptronic“ oder Handschaltung ausgestattet werden. Diese hat im Gegensatz zum Vorgänger eine zusätzliche Schaltstellung „S“, die ein sportliches Schaltverhalten und Fahrgefühl vermitteln soll. Die bisherigen Gangstellungen entfallen dadurch, können jedoch mittels „Schaltgasse“ weiterhin separat gewählt werden.
Verbessert und weiterentwickelt wurden auch:
- die Crash-Eigenschaften,
- ESP und ABS,
- das Bremssystem,
- die Geräuschdämmung,
- die Karosseriesteifigkeit (45 % höher als beim B5),
- die Serien- und Sonderausstattungen.

So ist der B6 z. B. serienmäßig mit dem Kopfairbagsystem sideguard ausgestattet. Im Vorgängermodell wurden diese ergänzenden Airbags nur gegen Aufpreis angeboten.

### Motoren
Zusätzlich zu einigen aus der alten Baureihe bekannten Motoren gibt es im B6 zwei neuentwickelte Ottomotoren:
- Ein Reihenvierzylinder mit zwei Litern Hubraum und 96 kW (130 PS) sowie
- ein Sechszylinder-V-Motor mit drei Litern Hubraum und 162 kW (220 PS).

Die Motorblöcke beider Motoren sind aus Aluminium; sie haben fünf Ventile pro Zylinder.

### Karosserievarianten
Wie der Vorgänger wird auch der Nachfolger B6 als Limousine (vier Türen) und Kombi (fünf Türen) angeboten.
Die Bauzeiten zwischen B5 und B6 überschneiden sich, weil die Avant-Variante des Vorgängers ein Jahr später eingeführt und auch ein Jahr länger produziert wurde als die Limousine der vergleichbaren Bauzeit.

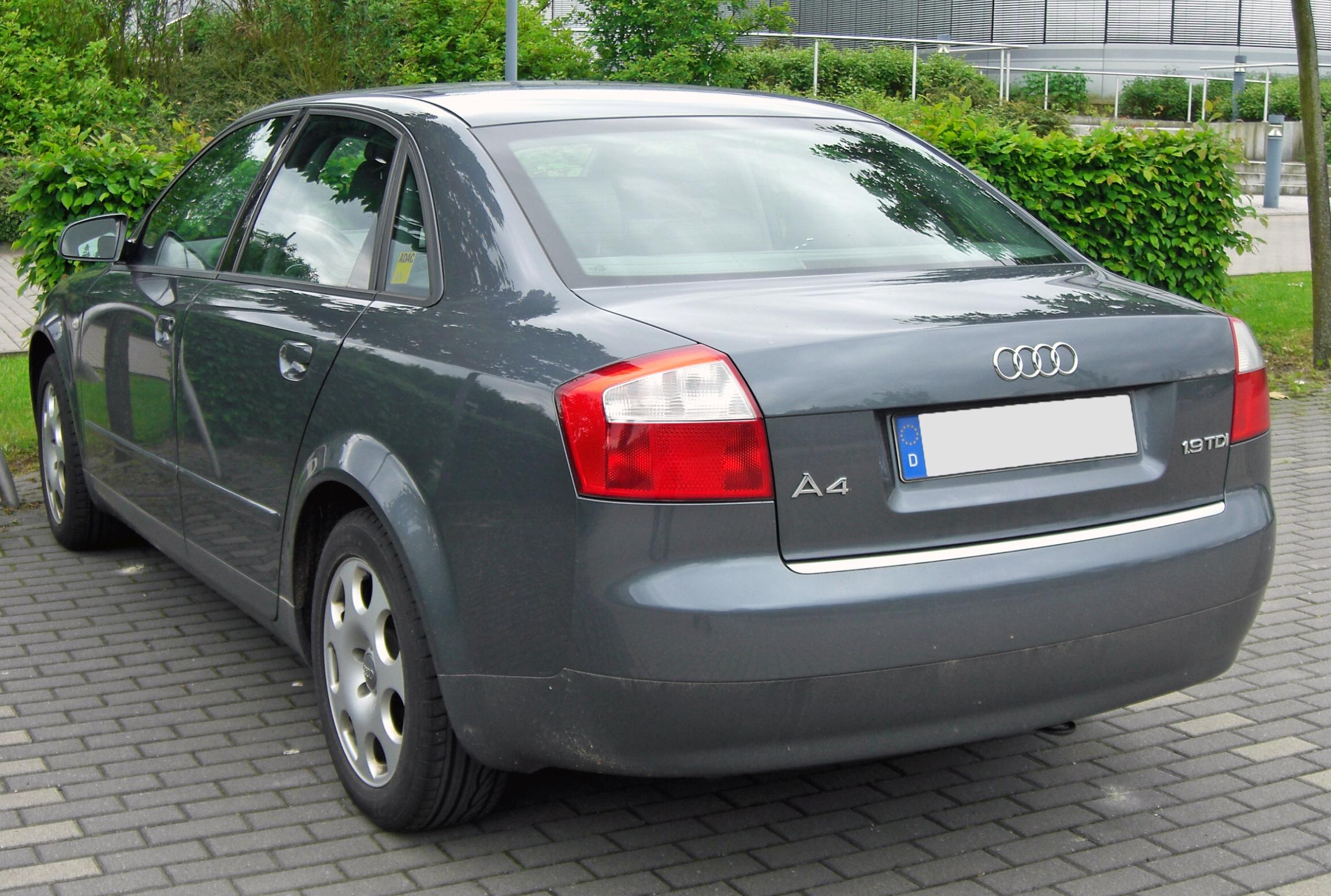
Heckansicht
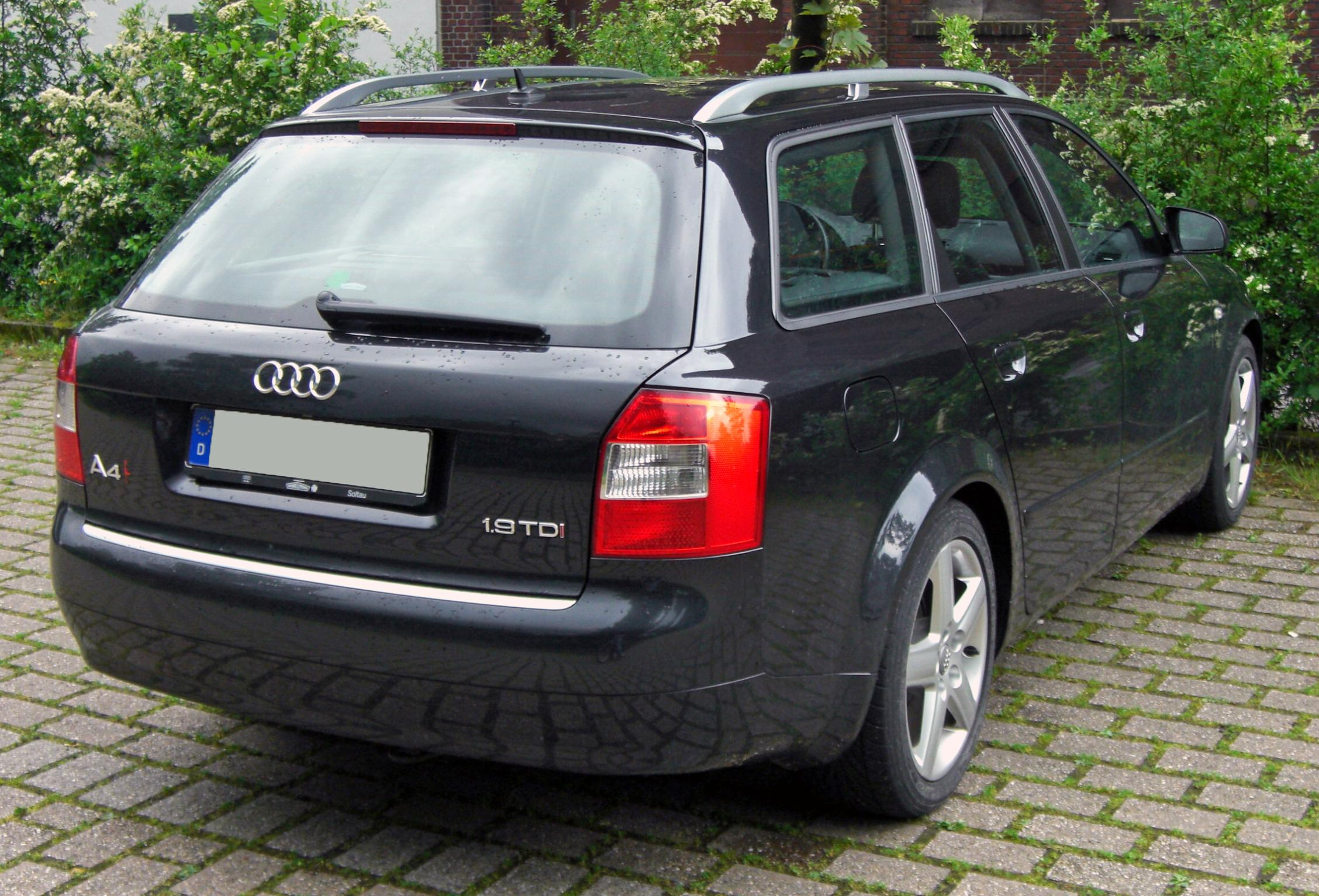
Audi A4 Avant (2001–2004)

## Audi A4 B6 Cabriolet (Typ 8H)
Mit der Einführung des Audi A4 Cabriolet im April 2002 ergänzte erneut ein viersitziges Cabriolet die Produktpalette von Audi und füllte somit die Lücke, die das Audi Cabriolet auf Basis des Audi 80 bei seiner Einstellung im Jahr 2000 hinterlassen hatte. Vergleichbare Wettbewerber zum damaligen Zeitpunkt waren das BMW 3er Cabriolet, das Mercedes CLK Cabriolet und das Saab 93 Cabriolet. Das A4 Cabriolet besaß, im Gegensatz zu den genannten Modellen der anderen Wettbewerber, als erstes Cabriolet den optionalen Allrad-Antrieb Quattro und die als Sonderausstattung erhältliche stufenlose Automatik Multitronic als Alleinstellungsmerkmale.

### Karosserie
Wie das Vorgänger-Fahrzeug wurde auch das A4 Cabrio beim niedersächsischen Karosseriebauer Karmann (Osnabrück) im nordrhein-westfälischen Rheine produziert. In Anlehnung an das Audi Cabriolet wurden einige typische Design- und Ausstattungsmerkmale übernommen. Dazu zählt der umlaufende, silberne Frontscheibenrahmen aus Aluminium, der sich in der Fensterlinie fortführt und auf dem Verdeckkasten unterhalb der Heckscheibe abschließt und bis heute typisch für alle viersitzigen Audi-Cabriolets ist (vgl. A3, A5). Auch ein Stoffverdeck fand wieder Verwendung, welches jetzt serienmäßig elektrohydraulisch und vollautomatisch ohne erforderliche manuelle Entriegelung per Knopfdruck innerhalb von 24 Sekunden geöffnet werden kann und vollständig unter der automatischen Verdeckklappe verstaut wird. Die Betätigung des Verdecks kann nur im Stand bzw. bis maximal 5 km/h erfolgen.

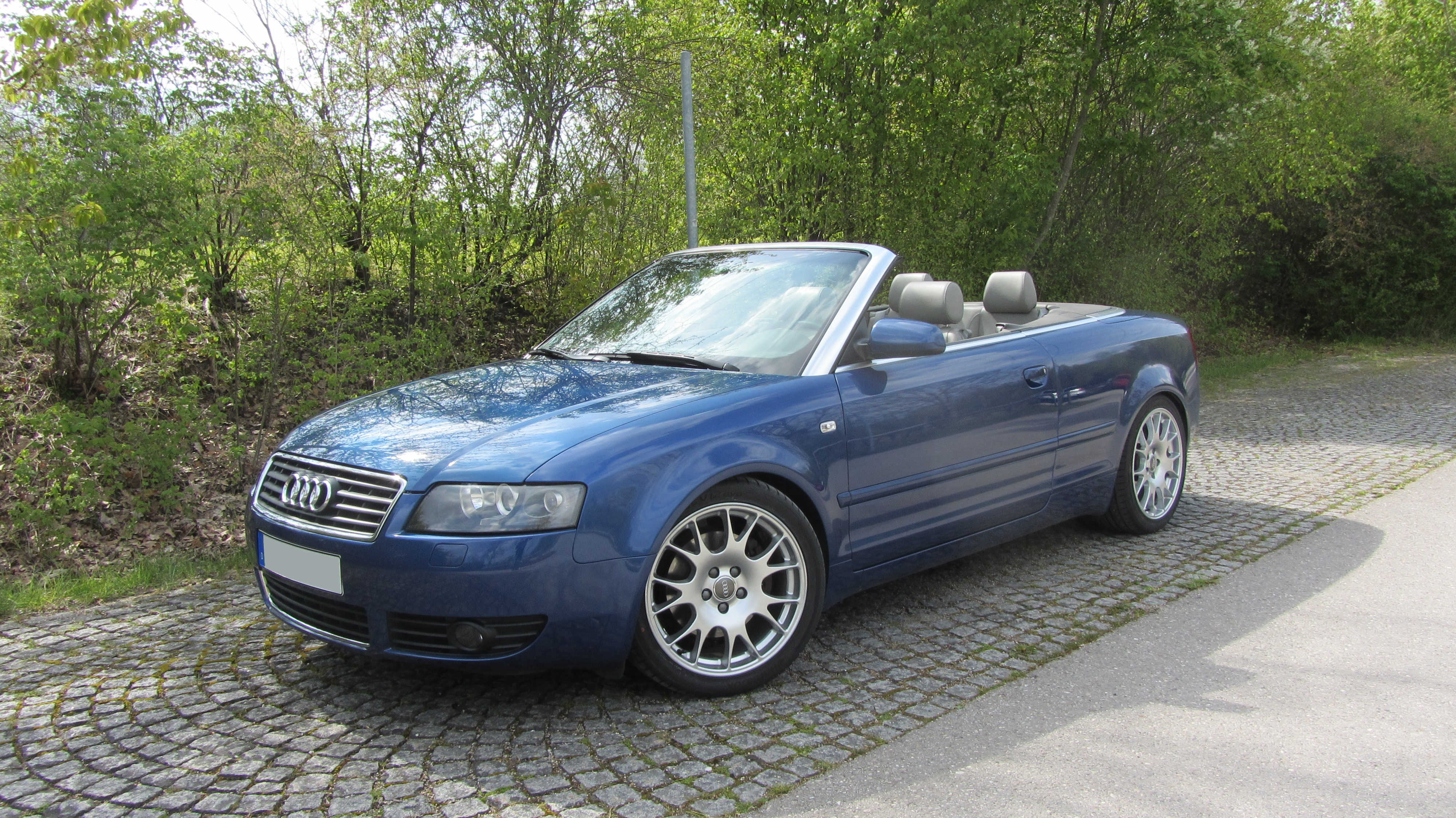
Audi A4 Cabriolet in Caribicblau Perleffekt mit Perlnappa Leder Hellgrau
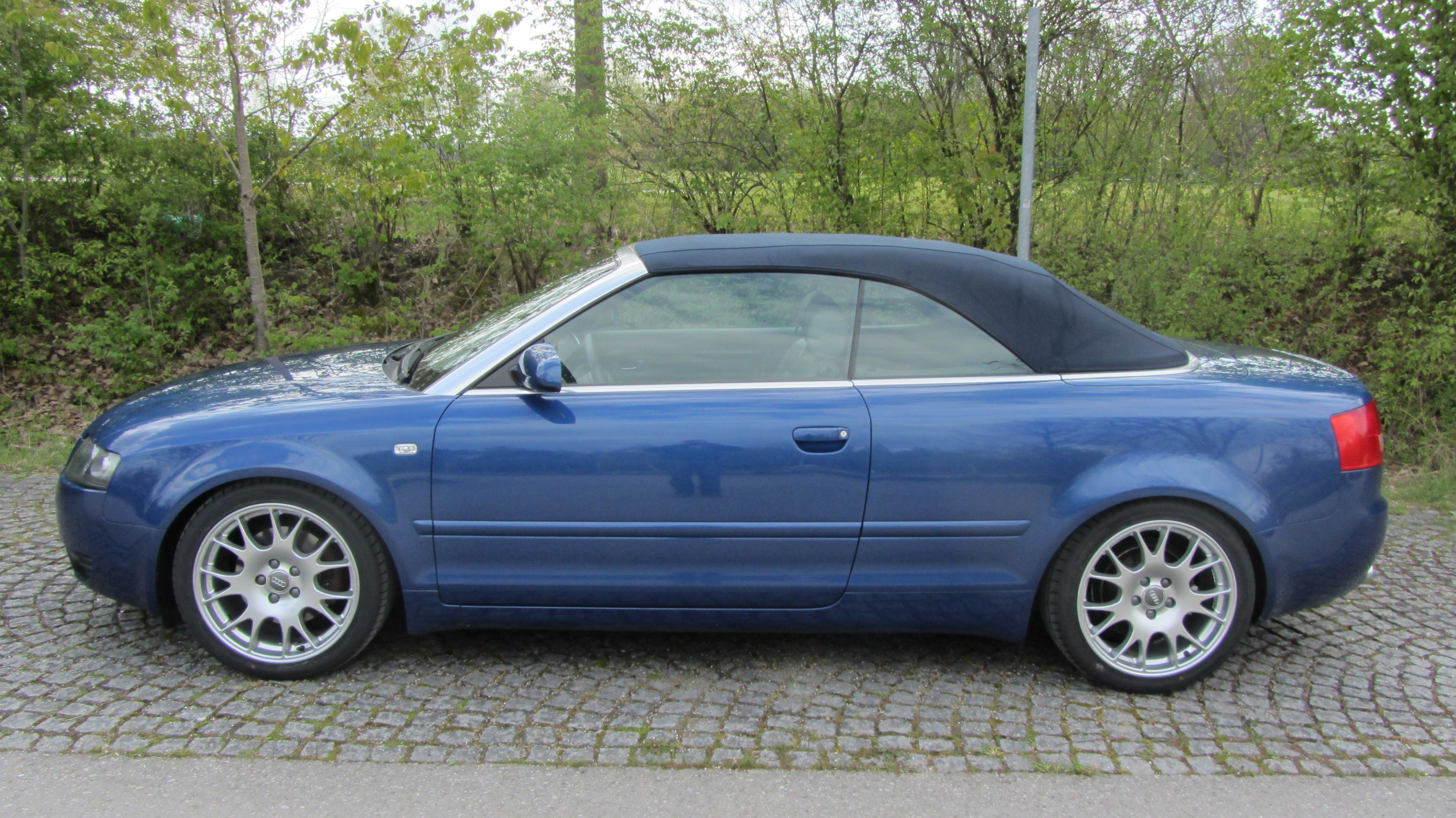
A4 Cabrio mit geschlossenem Verdeck
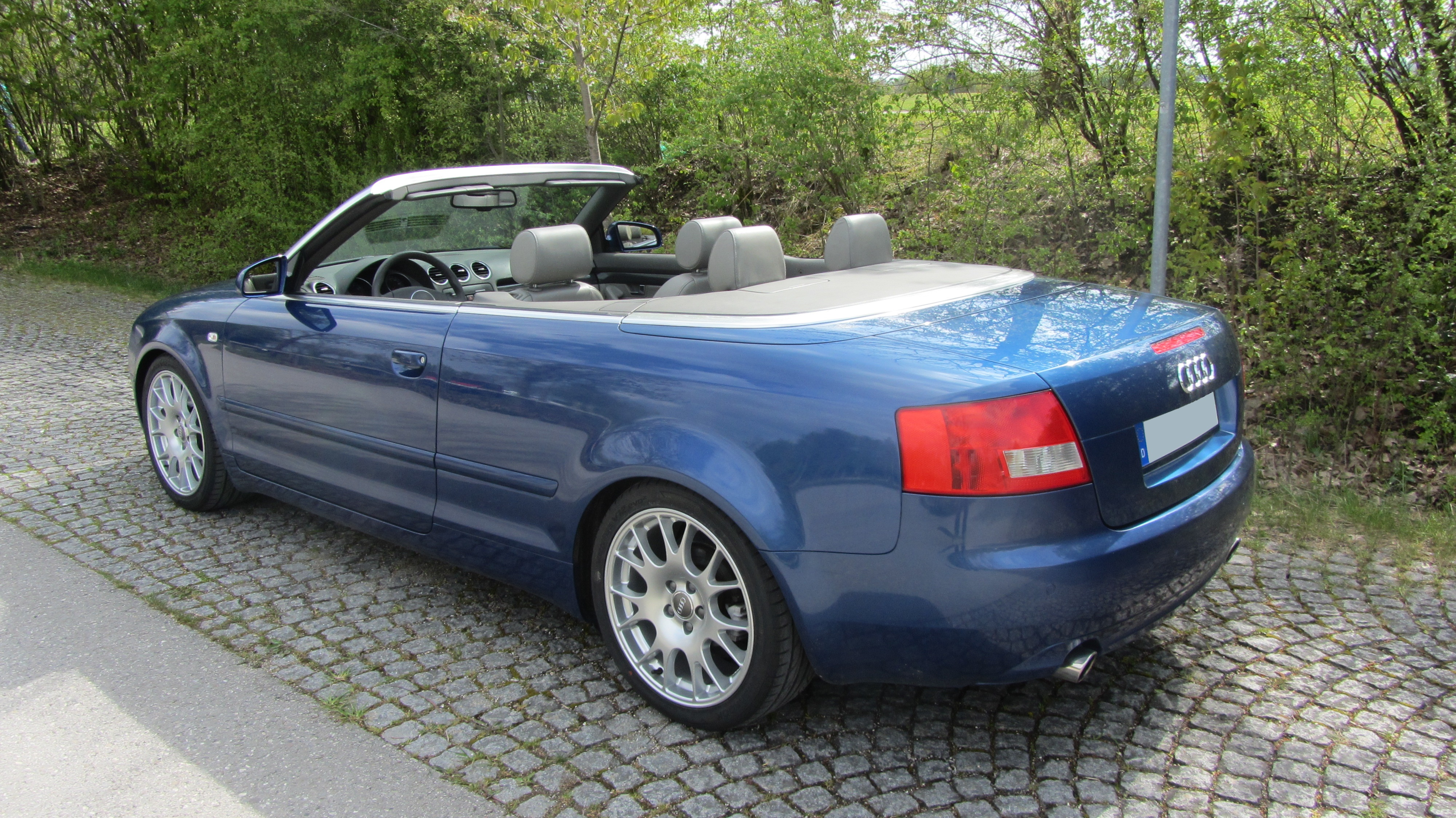
Heckansicht Audi A4 Cabriolet

Das A4 Cabriolet ist in seiner Modellgeschichte der Vorläufer der Audi-A5-Baureihe, da es sich neben optischen und technischen Eigenschaften auch preislich vom A4 unterschied. Es trägt zwar den gleichen Namen, hat jedoch sonst, bis auf die technische Plattform, wenig mit seiner namensgebenden Baureihe gemeinsam.
Beim Audi A4 Cabriolet handelt es sich weitestgehend um ein eigenständiges Modell, da alle Karosserieteile mit Ausnahme der Außenspiegel ein eigenständiges Design besitzen und keine Anbauteile der Limousine oder dem Kombi übernommen wurden, was ebenfalls die geänderte interne Typenbezeichnung (8H statt 8E) und die Produktion bei einem externen Auftragswerk (Karmann Osnabrück) widerspiegelt. Die 450 kg schwere Rohkarosse wurde mit 6250 Schweißpunkten zusammengefügt und bediente sich aus technischer Sicht bei Motoren, Getrieben und Antriebsvarianten zum Teil in der Palette des Audi A4; jedoch war auch die Abstimmung des Aluminium-Fahrwerks durch das höhere Gewicht geändert und die Fahrleistungen weichen entsprechend ebenfalls ab.
Im Gegensatz zur Limousine und dem Avant waren im Cabriolet die Ottomotoren 1.8 T, 2.0, 2.4 und 3.0 als auch S4 erhältlich. Als Dieselmotor war lediglich der 2.5 TDI erhältlich.

### Innenraum
Im Innenraum finden sich viele geänderte Elemente, wie eine andere Armaturentafel mit fünf runden Belüftungsdüsen, die mit Chromringen eingefasst sind. Dieses Armaturenbrett hatte bis 2013 der Seat Exeo. Es hat ein zusätzliches Ablagefach zwischen dem Radio und den mittleren Luftausströmern. Die Türverkleidungen vorn sind, bedingt durch die längeren Cabriotüren, verändert und haben geänderte Lautsprecherabdeckungen sowie angepasste Armauflagen. Die Anzeigen des Kombiinstruments sind tiefer eingefasst, um eine bessere Ablesbarkeit bei geöffnetem Verdeck und entsprechender Sonneneinstrahlung zu ermöglichen. Der komplette Rücksitzbereich einschließlich Seitenverkleidungen, Sitzplätzen, serienmäßiger Skidurchladeeinrichtung, Aufnahmen für die vorderen Sicherheitsgurte, feststehenden Kopfstützen auf den Rücksitzen und die dahinterliegenden, nicht sichtbaren Überrollbügel wurde eigens für das Cabrio entworfen.

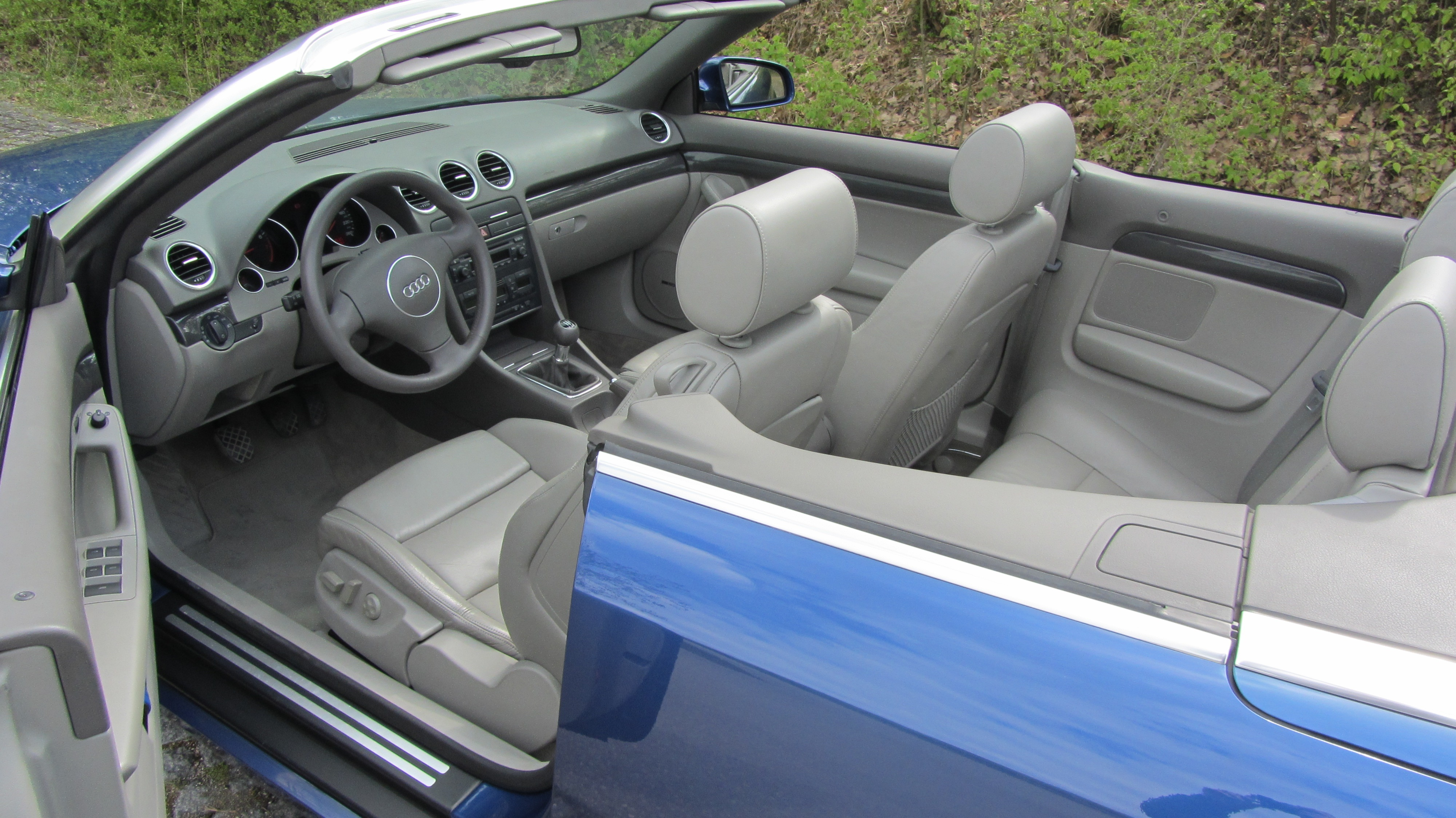
Innenraum eines Audi A4 B6 Cabriolet
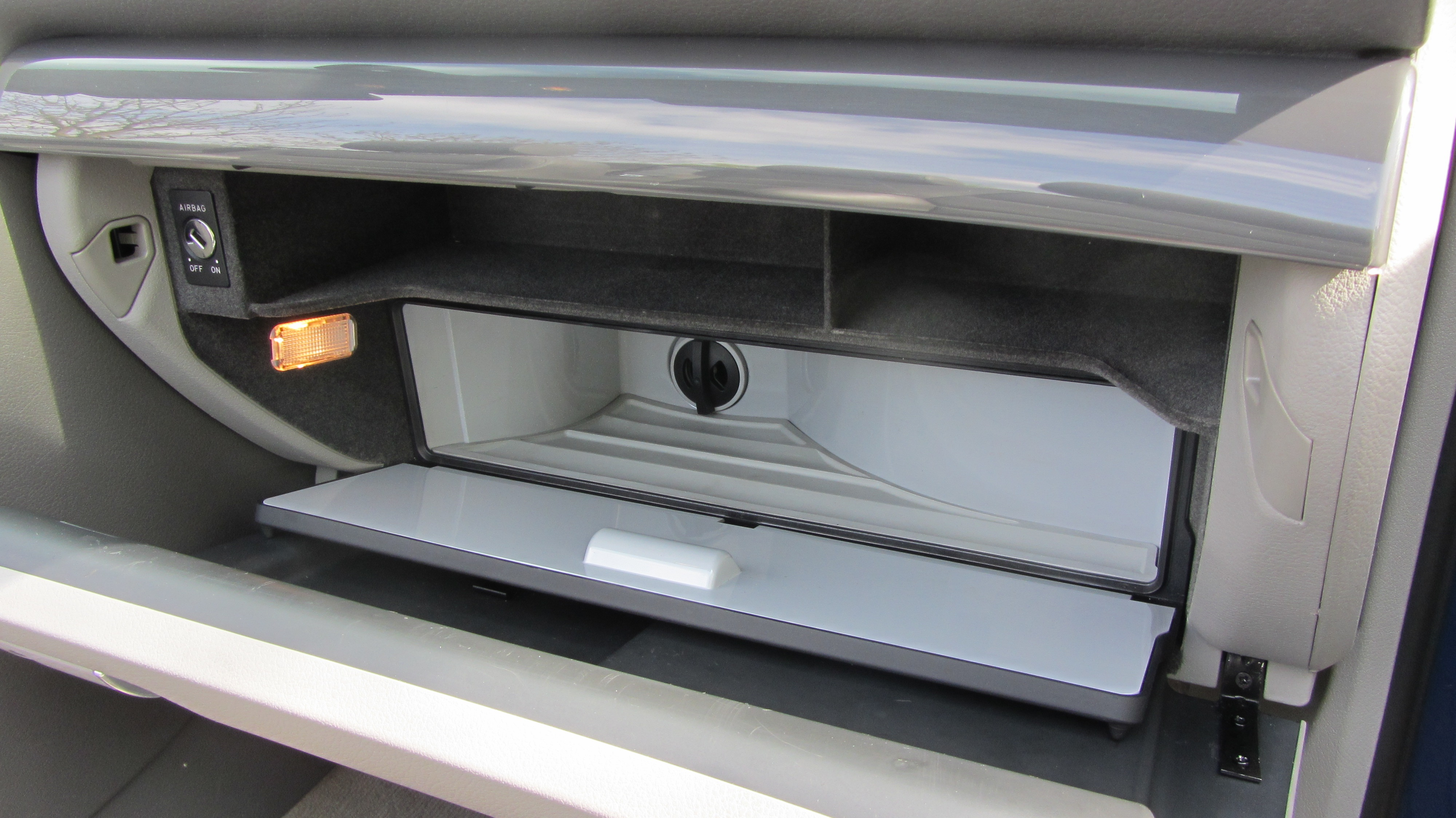
klimatisiertes, isoliertes Handschuhfach
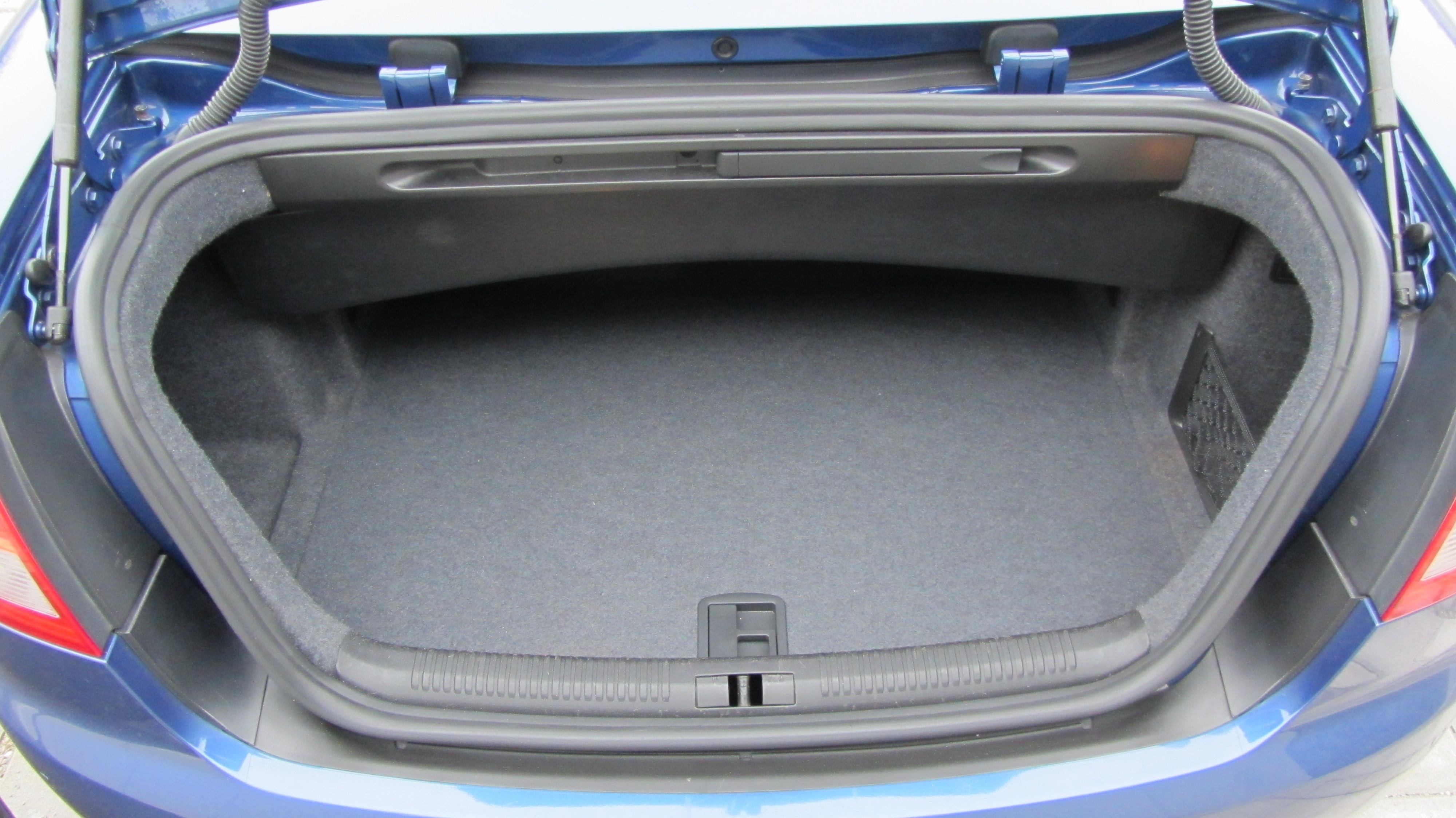
Kofferraum mit geöffnetem Verdeck und nach unten geklapptem Verdeckkasten

Das Verdeck des Audi A4 Cabriolet war ab Werk in drei Farben erhältlich (rot, schwarz und blau) und mit einer Glasheckscheibe sowie einer serienmäßigen Scheibenheizung ausgestattet. Bei geschlossenem Verdeck konnte im Kofferraum ein beweglicher Verdeckkasten nach oben geklappt werden, wodurch sich das Kofferraumvolumen von 246 auf 315 Liter vergrößern ließ. Unter dem Kofferraumboden befand sich ein als Extra lieferbares vollwertiges Reserverad sowie Bordwerkzeug und Wagenheber. Das Antennensystem für Radio, Telefon, Navigationssystem und Telematik war in die Heckklappe integriert.

## Antrieb
Der Audi A4 hat serienmäßig Frontantrieb. Wahlweise ist in Verbindung mit verschiedenen Motoren das Allradsystem quattro erhältlich (siehe Motoren). Bei den S-Modellen ist der Allradantrieb serienmäßig.

## Bauzeit
- Limousine: November 2000 bis November 2004
- Kombi: September 2001 bis November 2004
- Cabriolet: April 2002 bis Januar 2006

Obwohl die Limousine und der Kombi nur etwa vier Jahre gebaut wurden, verließen 1.200.852 Fahrzeuge die Werkshallen. Davon entfielen 482.633 Einheiten auf den Avant, was einem Anteil von 40,2 % entspricht.

## Modellpflege
Äußerlich wurde das Modell B6 im Laufe der Bauzeit kaum verändert. Ab Mitte 2003 wurden die Stoßfänger und Seitenschweller serienmäßig in Wagenfarbe lackiert (zuvor Sonderausstattung). Ebenso erhielt das Automatikgetriebe Multitronic die von der Tiptronic bekannte Schaltstellung „S“, durch die ein sportlicheres Fahrgefühl vermittelt wird.
Ende 2003 wurde ein neues Navigationssystem mit 6,5-Zoll-Farbbildschirm (zuvor 5 Zoll), DVD-Laufwerk, MMI-Bedienlogik, MP3-Abspielfunktion und zwei Steckplätzen für SD Memory Cards eingeführt, die optionalen Xenon-Scheinwerfer (nur für Abblendlicht) wurden durch Bi-Xenon-Scheinwerfer (für Abblend- und Fernlicht) ersetzt.
Die meisten Änderungen waren technischer Natur. So wurden die Scheibenantennen in den hinteren Seitenscheiben des Avant verlängert, beim 1,9-Liter-Diesel mit 96 kW entfiel das Fünfgang-Getriebe, und die Sechsgang-Getriebe erhielten in den Gängen 1, 2 und 3 eine verbesserte Synchronisation.
Für den A4 B6 wurden erstmals verschiedene „S line“-Ausstattungspakete angeboten, die den serienmäßigen Fahrzeugen eine besonders sportliche Erscheinung ermöglichten. Je nach Ausstattungspaket wurden außer Sportfahrwerk, -sitzen und -lenkrad Räder in 17 oder 18 Zoll angeboten sowie ein Exterieurpaket, das an die sportlichen Topmodelle der S- bzw. RS-Modelle anlehnt. Das Exterieurpaket umfasst dabei einen geänderten Front- und Heckstoßfänger, einen kleinen Heckspoiler auf dem Kofferraumdeckel (bzw. einen Dachkantenspoiler beim Avant) sowie breitere Türabschlussleisten.
Die Leistung einiger Motoren wurde erhöht und die Abgaswerte und Schadstoffklassen ausgewählter Motorisierungen verbessert.
Die eigentliche Modellpflege im Sinne eines Facelifts fand mit der Einführung des B7 im Herbst 2004 statt.

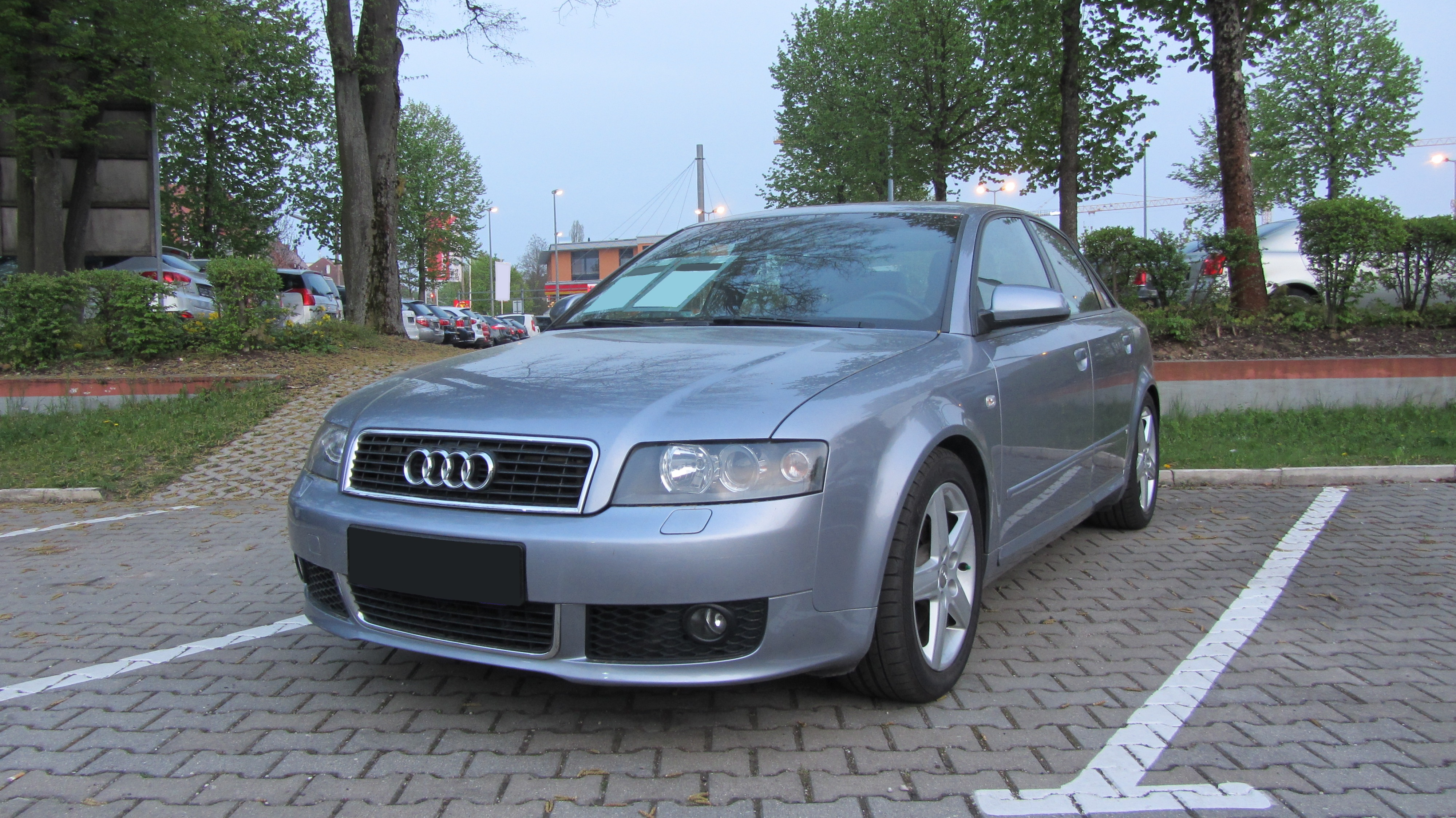
Audi A4 mit S-line-Exterieurpaket
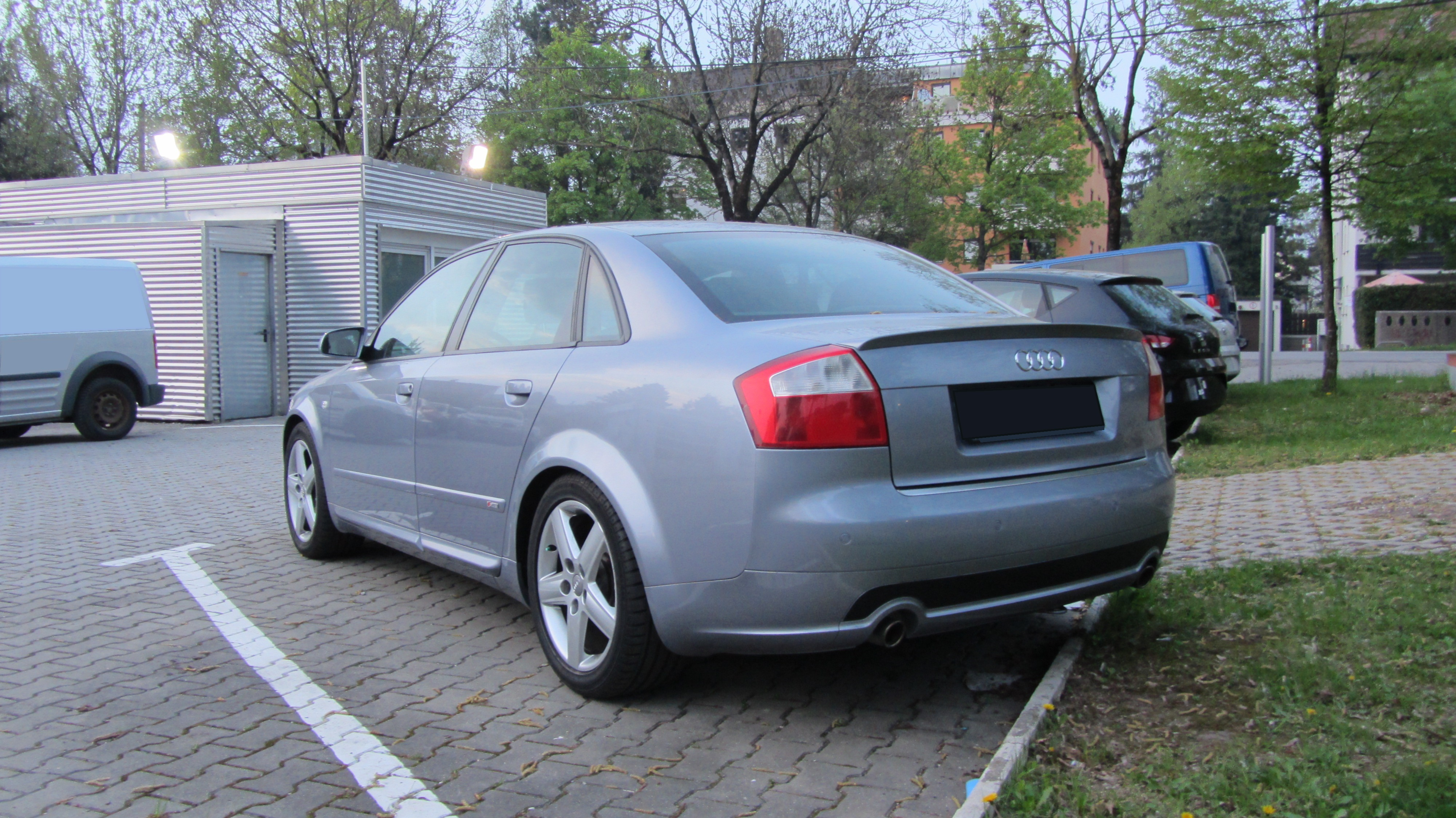
Heckansicht
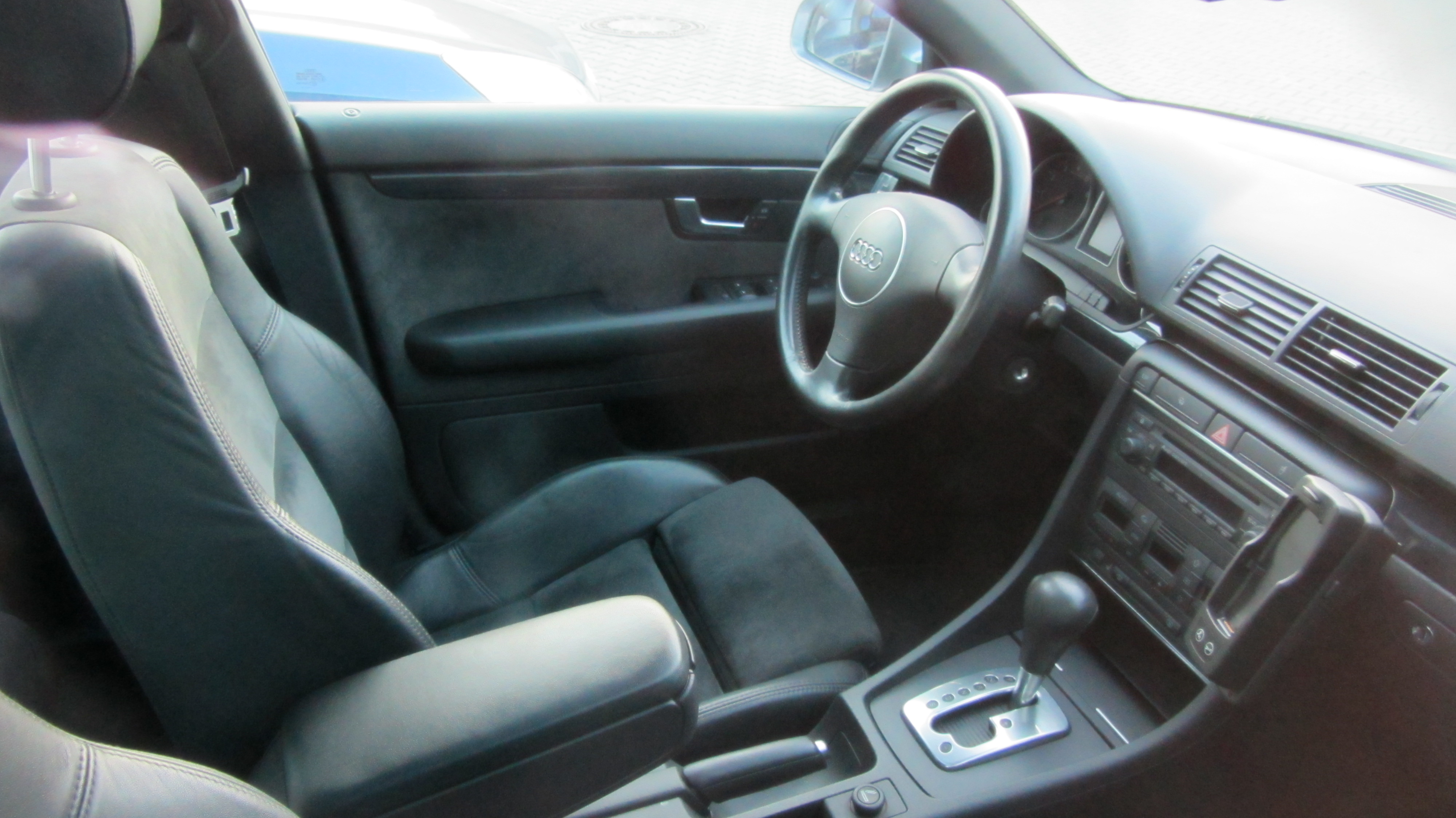
Interieur

## Modellvarianten

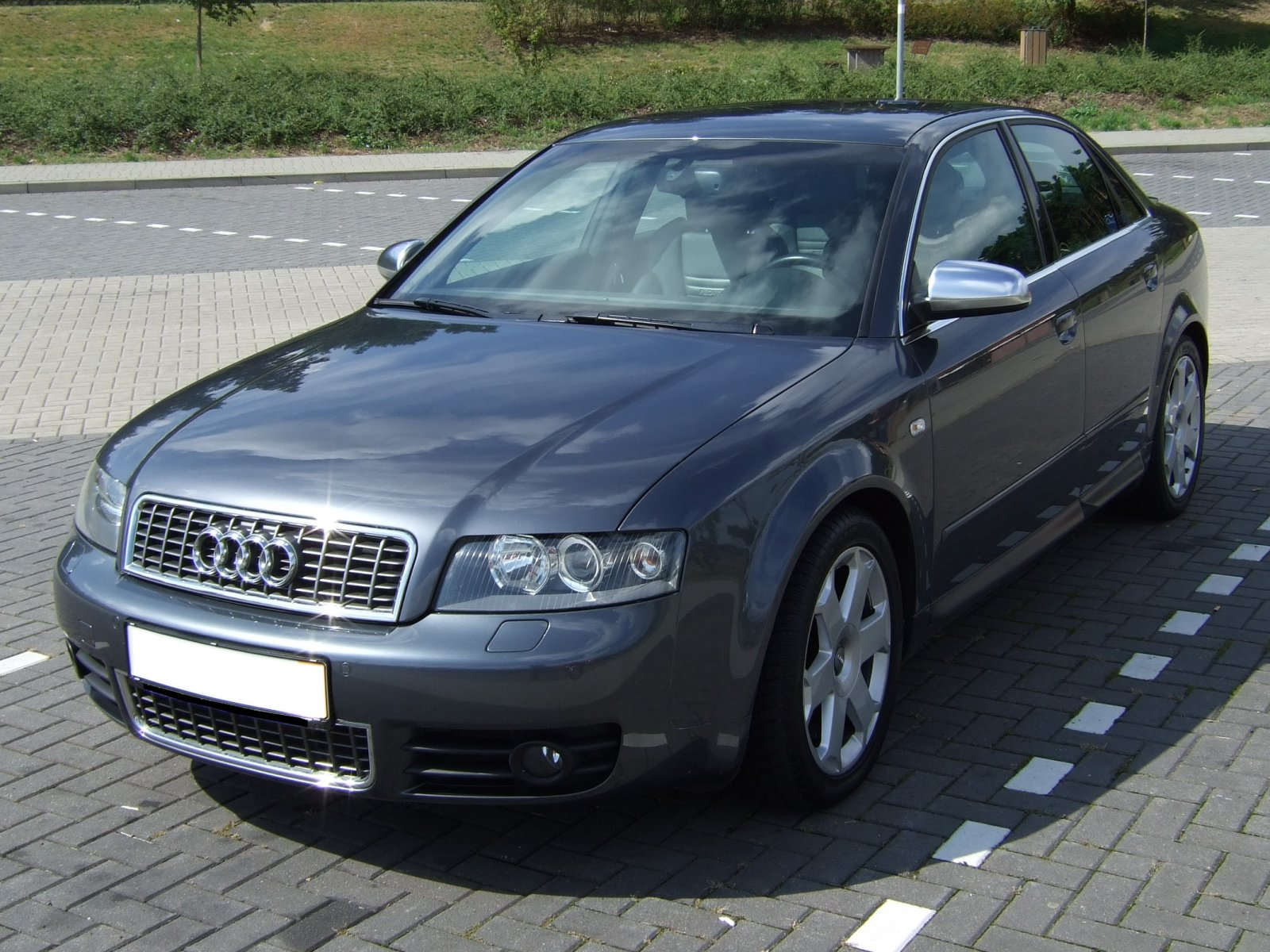
Audi S4 Limousine (2003–2004)

Der S4 dieser Modellreihe wurde Anfang 2003 mit 253 kW (344 PS) als Limousine und Avant veröffentlicht.
Anfang 2004 erschien das S4 Cabrio mit gleicher Leistung. Im Gegensatz zum Vorgängermodell, das mit einem V6-Biturbo-Motor ausgestattet war, kommt im B6 ein V8-Saugmotor mit 4,2 l Hubraum zum Einsatz. Ein RS4 auf Basis des B6 wurde nicht gebaut.

## Technische Daten

### Ottomotoren
|                                             | 1.6                   | 1.8 T                          | 1.8 T                                         | 1.8 T                      | 2.0                      | 2.0 FSI (1)              | 2.4                   | 3.0                                           | S4                        |
| Bauzeitraum                                 | 11/2000–11/2004       | 11/2000–07/2002                | 07/2002–11/2004                               | 11/2002–11/2004            | 11/2000–11/2004          | 07/2002–12/2004          | 09/2001–11/2004       | 11/2000–11/2004                               | 03/2003–12/2004           |
| Motorkenndaten                              |                       |                                |                                               |                            |                          |                          |                       |                                               |                           |
| Motorkennbuchstaben                         | ALZ                   | AVJ                            | BFB                                           | BEX                        | ALT                      | AWA                      | BDV                   | ASN                                           | BBK                       |
| Motorart                                    | Ottomotor             | Ottomotor                      | Ottomotor                                     | Ottomotor                  | Ottomotor                | Ottomotor                | Ottomotor             | Ottomotor                                     | Ottomotor                 |
| Motorbauform                                | R4                    | R4                             | R4                                            | R4                         | R4                       | R4                       | V6                    | V6                                            | V8                        |
| Anzahl Ventile pro Zylinder                 | 2                     | 5                              | 5                                             | 5                          | 5                        | 4                        | 5                     | 5                                             | 5                         |
| Ventilsteuerung                             | OHC                   | DOHC                           | DOHC                                          | DOHC                       | DOHC                     | DOHC                     | DOHC                  | DOHC                                          | DOHC                      |
| Nockenwellenantrieb                         | Zahnriemen            | Zahnriemen                     | Zahnriemen                                    | Zahnriemen                 | Zahnriemen / Steuerkette | Zahnriemen / Steuerkette | Zahnriemen            | Zahnriemen                                    | Steuerkette               |
| Gemischaufbereitung                         | Saugrohreinspritzung  | Saugrohreinspritzung           | Saugrohreinspritzung                          | Saugrohreinspritzung       | Saugrohreinspritzung     | Direkteinspritzung       | Saugrohreinspritzung  | Saugrohreinspritzung                          | Saugrohreinspritzung      |
| Motoraufladung                              | –                     | Turbolader, Ladeluftkühler     | Turbolader, Ladeluftkühler                    | Turbolader, Ladeluftkühler | –                        | –                        | –                     | –                                             | –                         |
| Kühlung                                     | Wasserkühlung         | Wasserkühlung                  | Wasserkühlung                                 | Wasserkühlung              | Wasserkühlung            | Wasserkühlung            | Wasserkühlung         | Wasserkühlung                                 | Wasserkühlung             |
| Bohrung × Hub                               | 81,0 mm × 77,4 mm     | 81,0 mm × 86,4 mm              | 81,0 mm × 86,4 mm                             | 81,0 mm × 86,4 mm          | 82,5 mm × 92,8 mm        | 82,5 mm × 92,8 mm        | 81,0 mm × 77,4 mm     | 82,5 mm × 92,8 mm                             | 84,5 mm × 92,8 mm         |
| Hubraum                                     | 1595 cm³              | 1781 cm³                       | 1781 cm³                                      | 1781 cm³                   | 1984 cm³                 | 1984 cm³                 | 2393 cm³              | 2976 cm³                                      | 4163 cm³                  |
| Verdichtungsverhältnis                      | 10,3 : 1              | 9,3 : 1                        | 9,3 : 1                                       | 9,3 : 1                    | 10,3 : 1                 | 11,5 : 1                 | 10,5 : 1              | 10,5 : 1                                      | 11,0 : 1                  |
| max. Leistung bei min−1                     | 75 kW (102 PS)/ 5600  | 110 kW (150 PS)/ 5700          | 120 kW (163 PS)/ 5700                         | 140 kW (190 PS)/ 5700      | 96 kW (130 PS)/ 5700     | 110 kW (150 PS)/ 6000    | 125 kW (170 PS)/ 6000 | 162 kW (220 PS)/ 6300                         | 253 kW (344 PS)/ 7000     |
| max. Drehmoment bei min−1                   | 148 Nm/ 3800          | 210 Nm/ 1750–4600              | 225 Nm/ 1950–4700                             | 240 Nm/ 1980–5400          | 195 Nm/ 3300             | 200 Nm/ 3250–4250        | 230 Nm/ 3200          | 300 Nm/ 3200                                  | 410 Nm/ 3500              |
| Kraftübertragung                            |                       |                                |                                               |                            |                          |                          |                       |                                               |                           |
| Antrieb, serienmäßig                        | Vorderradantrieb      | Vorderradantrieb               | Vorderradantrieb                              | Vorderradantrieb           | Vorderradantrieb         | Vorderradantrieb         | Vorderradantrieb      | Vorderradantrieb                              | Quattro-Antrieb           |
| Antrieb, optional                           | –                     | Quattro-Antrieb                | Quattro-Antrieb                               | Quattro-Antrieb            | –                        | –                        | –                     | Quattro-Antrieb                               | –                         |
| Getriebe, serienmäßig                       | 5-Gang-Schaltgetriebe | 5-Gang-Schaltgetriebe          | 5-Gang-Schaltgetriebe [6-Gang-Schaltgetriebe] | 6-Gang-Schaltgetriebe      | 5-Gang-Schaltgetriebe    | 5-Gang-Schaltgetriebe    | 5-Gang-Schaltgetriebe | 5-Gang-Schaltgetriebe [6-Gang-Schaltgetriebe] | 6-Gang-Schaltgetriebe     |
| Getriebe, optional                          | –                     | Multitronic                    | Multitronic                                   | –                          | Multitronic              | Multitronic              | Multitronic           | Multitronic [5-Stufen-Tiptronic]              | 6-Stufen-Tiptronic        |
| Messwerte (Limousine)                       |                       |                                |                                               |                            |                          |                          |                       |                                               |                           |
| Höchstgeschwindigkeit                       | 190 km/h              | 222 km/h (219 km/h) [220 km/h] | 228 km/h (223 km/h) [226 km/h]                | 237 km/h [234 km/h]        | 212 km/h (205 km/h)      | 218 km/h (210 km/h)      | 226 km/h (222 km/h)   | 245 km/h (238 km/h) [243 km/h] [(238 km/h)]   | [250 km/h] [(250 km/h)]   |
| Beschleunigung, 0–100 km/h                  | 12,6 s                | 8,9 s (9,2 s) [8,9 s]          | 8,6 s (8,6 s) [8,7 s]                         | 8,2 s [8,3 s]              | 9,9 s (10,2 s)           | 9,6 s (9,9 s)            | 8,8 s (8,9 s)         | 6,9 s (6,9 s) [6,9 s] [(8,7 s)]               | [5,6 s] [(5,8 s)]         |
| Kraftstoffverbrauch auf 100 km (kombiniert) | 7,7 l S               | 8,2 l S (8,2 l S) [9,2 l S]    | 8,2 l S (8,2 l S) [9,2 l S]                   | 8,6 l S [9,4 l S]          | 7,9 l S (7,9 l S)        | 7,1 l SP (7,8 l SP)      | 9,5 l S (9,3 l S)     | 9,5 l SP (9,4 l SP) [11,1 l SP] [(10,8 l SP)] | [13,3 l SP] [(12,3 l SP)] |
| CO2-Emissionen (kombiniert)                 | 185 g/km              | 197 g/km (197 g/km) [221 g/km] | 197 g/km (197 g/km) [221 g/km]                | 206 g/km [226 g/km]        | 190 g/km (190 g/km)      | 170 g/km (196 g/km)      | 228 g/km (223 g/km)   | 228 g/km (226 g/km) [266 g/km] [(259 g/km)]   | [321 g/km] [(295 g/km)]   |
| Messwerte (Avant)                           |                       |                                |                                               |                            |                          |                          |                       |                                               |                           |
| Höchstgeschwindigkeit                       | 186 km/h              | 219 km/h (216 km/h)            | 225 km/h (220 km/h) [223 km/h]                | 232 km/h [230 km/h]        | 208 km/h (202 km/h)      | 214 km/h                 | 223 km/h (219 km/h)   | 243 km/h (236 km/h) [241 km/h] [(236 km/h)]   | [250 km/h] [(250 km/h)]   |
| Beschleunigung, 0–100 km/h                  | 13,2 s                | 9,1 s (9,5 s)                  | 8,8 s (8,9 s) [8,9 s]                         | 8,4 s [8,5 s]              | 10,1 s (10,5 s)          | 9,9 s                    | 9,1 s (9,2 s)         | 7,1 s (7,1 s) [7,3 s] [(8,9 s)]               | [5,8 s] [(5,9 s)]         |
| Kraftstoffverbrauch auf 100 km (kombiniert) | 7,8 l S               | 8,2 l S (8,3 l S)              | 8,2 l S (8,3 l S) [9,2 l S]                   | 8,7 l S [9,4 l S]          | 8,0 l S (7,9 l S)        | 7,1 l SP                 | 9,6 l S (9,3 l S)     | 9,6 l SP (9,4 l SP) [11,2 l SP] [(10,8 l SP)] | [13,4 l SP] [(12,3 l SP)] |
| CO2-Emissionen (kombiniert)                 | 187 g/km              | 197 g/km (199 g/km)            | 197 g/km (199 g/km) [221 g/km]                | 209 g/km [226 g/km]        | 192 g/km (190 g/km)      | 170 g/km                 | 230 g/km (223 g/km)   | 230 g/km (226 g/km) [269 g/km] [(259 g/km)]   | [322 g/km] [(295 g/km)]   |
| Messwerte (Cabriolet)                       |                       |                                |                                               |                            |                          |                          |                       |                                               |                           |
| Höchstgeschwindigkeit                       | –                     | –                              | 226 km/h (219 km/h) [222 km/h]                | –                          | 208 km/h                 | –                        | 224 km/h (219 km/h)   | 243 km/h (234 km/h) [241 km/h] [(238 km/h)]   | [250 km/h] [(250 km/h)]   |
| Beschleunigung, 0–100 km/h                  | –                     | –                              | 9,4 s (9,3 s) [9,5 s]                         | –                          | 10,9 s                   | –                        | 9,7 s (9,8 s)         | 7,8 s (7,8 s) [7,9 s] [(9,7 s)]               | [5,9 s] [(6,2 s)]         |
| Kraftstoffverbrauch auf 100 km (kombiniert) | –                     | –                              | 8,5 l S (8,5 l S) [9,4 l S]                   | –                          | 8,6 l S                  | –                        | 9,7 l S (9,6 l S)     | 9,9 l SP (9,7 l SP) [11,1 l SP] [(11,3 SP)]   | [13,8 l SP] [(12,6 l SP)] |
| CO2-Emissionen (kombiniert)                 | –                     | –                              | 204 g/km (204 g/km) [226 g/km]                | –                          | 206 g/km                 | –                        | 233 g/km (229 g/km)   | 238 g/km (233 g/km) [266 g/km] [(271 g/km)]   | [331 g/km] [(302 g/km)]   |

1. 1 2  Für einige Exportländer 125 kW (170 PS)
2. ↑  Für einige Exportländer 120 kW (163 PS)
3. ↑  Für einige Exportländer 160 kW (218 PS)
4. 1 2 3  Werte in runden Klammern „( )“ für Automatikgetriebe und in eckigen Klammern „[ ]“ für Allradantrieb

- Die Verfügbarkeit der Motoren war von Modell, Ausstattung und Markt abhängig.

### Dieselmotoren
|                                             | 1.9 TDI                    | 1.9 TDI                    | 1.9 TDI                    | 1.9 TDI                    | 2.5 TDI                    | 2.5 TDI                    | 2.5 TDI                    | 2.5 TDI                    | 2.5 TDI                    |
| Bauzeitraum                                 | 05/2001–11/2004            | 06/2004–11/2004            | 11/2000–06/2003            | 11/2000–11/2004            | 04/2001–06/2002            | 07/2002–05/2003            | 06/2003–11/2004            | 06/2003–11/2004            | 11/2000–11/2004            |
| Motorkenndaten                              |                            |                            |                            |                            |                            |                            |                            |                            |                            |
| Motorkennbuchstaben                         | AVB                        | BKE                        | AWX                        | AVF                        | AYM                        | BFC                        | BCZ                        | BDG                        | AKE, BDH, BAU              |
| Motortyp                                    | Dieselmotor                | Dieselmotor                | Dieselmotor                | Dieselmotor                | Dieselmotor                | Dieselmotor                | Dieselmotor                | Dieselmotor                | Dieselmotor                |
| Motorbauform                                | R4                         | R4                         | R4                         | R4                         | V6                         | V6                         | V6                         | V6                         | V6                         |
| Anzahl Ventile pro Zylinder                 | 2                          | 2                          | 2                          | 2                          | 4                          | 4                          | 4                          | 4                          | 4                          |
| Ventilsteuerung                             | OHC                        | OHC                        | OHC                        | OHC                        | DOHC                       | DOHC                       | DOHC                       | DOHC                       | DOHC                       |
| Nockenwellenantrieb                         | Zahnriemen                 | Zahnriemen                 | Zahnriemen                 | Zahnriemen                 | Zahnräder/Zahnriemen       | Zahnräder/Zahnriemen       | Zahnräder/Zahnriemen       | Zahnräder/Zahnriemen       | Zahnräder/Zahnriemen       |
| Gemischaufbereitung                         | Pumpe-Düse-System          | Pumpe-Düse-System          | Pumpe-Düse-System          | Pumpe-Düse-System          | Verteilereinspritzpumpe    | Verteilereinspritzpumpe    | Verteilereinspritzpumpe    | Verteilereinspritzpumpe    | Verteilereinspritzpumpe    |
| Motoraufladung                              | Turbolader, Ladeluftkühler | Turbolader, Ladeluftkühler | Turbolader, Ladeluftkühler | Turbolader, Ladeluftkühler | Turbolader, Ladeluftkühler | Turbolader, Ladeluftkühler | Turbolader, Ladeluftkühler | Turbolader, Ladeluftkühler | Turbolader, Ladeluftkühler |
| Kühlung                                     | Wasserkühlung              | Wasserkühlung              | Wasserkühlung              | Wasserkühlung              | Wasserkühlung              | Wasserkühlung              | Wasserkühlung              | Wasserkühlung              | Wasserkühlung              |
| Bohrung × Hub                               | 79,5 mm × 95,5 mm          | 79,5 mm × 95,5 mm          | 79,5 mm × 95,5 mm          | 79,5 mm × 95,5 mm          | 78,3 mm × 86,4 mm          | 78,3 mm × 86,4 mm          | 78,3 mm × 86,4 mm          | 78,3 mm × 86,4 mm          | 78,3 mm × 86,4 mm          |
| Hubraum                                     | 1896 cm³                   | 1896 cm³                   | 1896 cm³                   | 1896 cm³                   | 2496 cm³                   | 2496 cm³                   | 2496 cm³                   | 2496 cm³                   | 2496 cm³                   |
| Verdichtungsverhältnis                      | 19,0:1                     | 19,0:1                     | 19,0:1                     | 19,0:1                     | 18,5:1                     | 18,5:1                     | 18,5:1                     | 18,5:1                     | 19,5:1                     |
| max. Leistung bei min−1                     | 74 kW (100 PS)/ 4000       | 85 kW (115 PS)/ 4000       | 96 kW (130 PS)/ 4000       | 96 kW (130 PS)/ 4000       | 114 kW (155 PS)/ 4000      | 120 kW (163 PS)/ 4000      | 120 kW (163 PS)/ 4000      | 120 kW (163 PS)/ 4000      | 132 kW (180 PS)/ 4000      |
| max. Drehmoment bei min−1                   | 250 Nm/ 1900               | 285 Nm/ 1900               | 285 Nm/ 1750–2500          | 310 Nm/ 1900               | 310 Nm/ 1400–3500          | 310 Nm/ 1400–3600          | 310 Nm/ 1400–3600          | 350 Nm/ 1500–3000          | 370 Nm/ 1500–2500          |
| Kraftübertragung                            |                            |                            |                            |                            |                            |                            |                            |                            |                            |
| Antrieb, serienmäßig                        | Vorderradantrieb           | Vorderradantrieb           | Vorderradantrieb           | Vorderradantrieb           | Vorderradantrieb           | Vorderradantrieb           | Vorderradantrieb           | Vorderradantrieb           | Quattro-Antrieb            |
| Antrieb, optional                           | –                          | –                          | –                          | Quattro-Antrieb            | –                          | –                          | –                          | –                          | –                          |
| Getriebe, serienmäßig                       | 5-Gang-Schaltgetriebe      | 5-Gang-Schaltgetriebe      | 5-Gang-Schaltgetriebe      | 6-Gang-Schaltgetriebe      | 6-Gang-Schaltgetriebe      | 6-Gang-Schaltgetriebe      | Multitronic                | 6-Gang-Schaltgetriebe      | 6-Gang-Schaltgetriebe      |
| Getriebe, optional                          | –                          |                            | Multitronic                | Multitronic                | Multitronic                | Multitronic                | –                          | –                          | 5-Stufen-Tiptronic         |
| Messwerte (Limousine)                       |                            |                            |                            |                            |                            |                            |                            |                            |                            |
| Höchstgeschwindigkeit                       | 195 km/h                   | 201 km/h                   | 210 km/h                   | 210 km/h [204 km/h]        | 221 km/h (214 km/h)        | 227 km/h (219 km/h)        | (219 km/h)                 | 227 km/h                   | [228 km/h] [(221 km/h)]    |
| Beschleunigung, 0–100 km/h                  | 12,1 s                     | 11,2 s                     | 9,9 s                      | 9,9 s [10,1 s]             | 9,4 s (9,4 s)              | 8,9 s (8,9 s)              | (8,9 s)                    | 8,9 s                      | [8,4 s] [(9,4 s)]          |
| Kraftstoffverbrauch auf 100 km (kombiniert) | 5,4 l D                    | 5,7 l D                    | 5,5 l D                    | 5,6 l D [6,1 l D]          | 6,8 l D (6,8 l D)          | 6,8 l D (6,8 l D)          | (6,8 l D)                  | 6,8 l D                    | [7,8 l D] [(8,5 l D)]      |
| CO2-Emissionen (kombiniert)                 | 146 g/km                   | 151 g/km                   | 149 g/km                   | 151 g/km [165 g/km]        | 184 g/km (184 g/km)        | 184 g/km (184 g/km)        | (184 g/km)                 | 184 g/km                   | [211 g/km] [(230 g/km)]    |
| Messwerte (Avant)                           |                            |                            |                            |                            |                            |                            |                            |                            |                            |
| Höchstgeschwindigkeit                       | 191 km/h                   | 197 km/h                   | 208 km/h                   | 208 km/h [202 km/h]        | 219 km/h (212 km/h)        | 225 km/h (217 km/h)        | (217 km/h)                 | 224 km/h                   | [225 km/h] [(220 km/h)]    |
| Beschleunigung, 0–100 km/h                  | 12,5 s                     | 11,5 s                     | 10,1 s                     | 10,1 s [10,4 s]            | 9,6 s (9,7 s)              | 9,1 s (9,2 s)              | (9,2 s)                    | 9,1 s                      | [8,5 s] [(9,7 s)]          |
| Kraftstoffverbrauch auf 100 km (kombiniert) | 5,4 l D                    | 5,7 l D                    | 5,6 l D                    | 5,7 l D [6,1 l D]          | 7,0 l D (7,0 l D)          | 7,0 l D (7,0 l D)          | (7,0 l D)                  | 7,0 l D                    | [7,8 l D] (8,7 l D)]       |
| CO2-Emissionen (kombiniert)                 | 146 g/km                   | 154 g/km                   | 151 g/km                   | 150 g/km [165 g/km]        | 189 g/km (189 g/km)        | 189 g/km (189 g/km)        | (189 g/km)                 | 189 g/km                   | [211 g/km] [(235 g/km)]    |
| Messwerte (Cabriolet)                       |                            |                            |                            |                            |                            |                            |                            |                            |                            |
| Höchstgeschwindigkeit                       | –                          | –                          | –                          | –                          | –                          | 226 km/h (217 km/h)        | (217 km/h)                 | 225 km/h                   | –                          |
| Beschleunigung, 0–100 km/h                  | –                          | –                          | –                          | –                          | –                          | 9,9 s (9,9 s)              | (9,9 s)                    | 9,7 s                      | –                          |
| Kraftstoffverbrauch auf 100 km (kombiniert) | –                          | –                          | –                          | –                          | –                          | 7,2 l D (7,2 l D)          | (7,2 l D)                  | 7,2 l D                    | –                          |
| CO2-Emissionen (kombiniert)                 | –                          | –                          | –                          | –                          | –                          | 194 g/km (194 g/km)        | (194 g/km)                 | 194 g/km                   | –                          |

1. 1 2  Der TDI-Schriftzug für Pumpe-Düse-Motoren mit 96 kW (130 PS) und für Verteilereinspritzpumpe-Motoren mit 132 kW (180 PS) war am roten „I“ zu erkennen.
2. 1 2 3  Werte in runden Klammern „( )“ für Automatikgetriebe und in eckigen Klammern „[ ]“ für Allradantrieb

- Die Verfügbarkeit der Motoren war von Modell, Ausstattung und Markt abhängig.

## Trivia
- Während das Fahrlicht beim Vorgänger B5 über einen Lenkstockhebel eingeschaltet wurde, geschieht das beim B6 über einen Drehschalter.
- Alle Ottomotoren – mit Ausnahme des 1,6- und 2-Liter-Motors – haben zwei Endschalldämpfer, je einer links und rechts.
- Der Endschalldämpfer bei den Dieselmodellen ist im Gegensatz zum Vorgänger hinter der Heckstoßstange versteckt.
- Der Kraftstofftank fasst bei frontgetriebenen Modellen 70 Liter. Bei Modellen mit Allradantrieb ist der Tank aufgrund der geänderten Hinterachskonstruktion kleiner ausgelegt und fasst 66 l.
- Die Rückleuchten des A4 Avant wurden 2009 vom britischen Automobilhersteller Bristol auf Wunsch eines Kunden für das Einzelstück Blenheim Mk.4 verwendet.